# Красная Поляна (курорт)
«Курорт Красная Поляна» (ранее «Горки Город», «Горная карусель») — всесезонный «город-курорт» с одноименной игорной зоной в селе Эстосадок города Сочи.
Во время проведения зимних Олимпийских игр 2014 и Паралимпийских игр в Сочи, он выполнял функцию горной медиадеревни для журналистов, освещающих соревнования в горном кластере. Отличительной особенностью курорта является его всесезонность и масштабность (объекты «Горки Город» расположены на четырёх уровнях: 540, 960, 1500 2200 м над уровнем моря).
Курорт располагает 3-, 4- и 5-звёздными отелями с общим номерным фондом в 1628 номеров и комплексом апарт-отелей и таунхаусов на 1368 апартаментов. В 2011 году проект «Горки Город» выиграл премию UrbanAwards в категории «Комплексное освоение территорий. Мега-проекты».

## Место расположения
«Курорт Красная Поляна» расположен в посёлке Эсто-Садок Красной Поляны в 42 км от Адлера, у подножия горы Аибга — Главного Кавказского хребта. Нижняя часть «Курорта Красная Поляна» находится на отметке 540 м над уровнем моря на правом берегу реки Мзымта. В восточной части примыкает к горному курорту «Лаура». От международного аэропорта Сочи до курорта можно добраться по федеральной автомобильной дороге за 30—40 минут. Также ежедневно от Сочи до Красной Поляны курсирует электричка «Ласточка». Время в пути от Сочи до конечной станции «Красная Поляна» занимает около 1 часа, от станции Адлер — 40 минут.
Общая площадь курорта: 863,7 га на отметках от 540 м до 2200 м над уровнем моря.

## История проекта
С целью реализации инвестиционного проекта по созданию и развитию горнолыжного комплекса «Горная карусель» в 2001 году было учреждено ОАО «Красная поляна». Акционерами выступили администрация Краснодарского края и группа частных инвесторов. В 2009 году 25 % акций приобрел Сбербанк России.
Решение о проведении зимних XXII Олимпийских игр в Сочи, принятое в 2007 году, дало толчок активному развитию горнолыжной инфраструктуры. В апреле 2010 года на территории комплекса «Горная карусель» началось строительство курорта «Горки Город» — медиадеревни Олимпиады, центра спортивной и культурной жизни горного олимпийского кластера.
Проект «Горки Город» был разработан архитекторами Михаилом Филипповым и Максимом Атаянцем при участии французского архитектора Пьера Динера (Pierre Diener), который также занимался проектированием горнолыжных объектов Куршевеля. По словам М. Атаянца, характерной чертой проекта является продуманное взаимодействие собственно архитектурных решений с окружающей средой.
«Курорт Красная Поляна» является одним из первых проектов экологичного строительства в России, сертифицированным по британскому экологическому стандарту BREEM.

## Сезонность
«Курорт Красная Поляна» является всесезонным и горным курортом.

### Зима
Благодаря особому расположению гор, на «Курорте Красная Поляна» длинный сезон катания — с декабря по май. Зимой доступны около 30 километров горнолыжных трасс разного уровня сложности, освещаемые трассы для вечернего катания и трассы с искусственным оснежением.
В зимний период функционируют 11 канатных дорог гондольного и кресельного типов. Общая пропускная способность до 2400 чел./час, одна из самых высоких в России. На курорте работают инструкторские школы, детский горнолыжный клуб и прокаты горнолыжного оборудования.
Службами курорта уделяется пристальное внимание безопасности — здесь один из самых квалифицированных составов спасательной службы, а канатные дороги начинают готовить и тестировать уже в июне.
- Горнолыжные трассы: разного уровня сложности, от «зеленых» до «черных», общей протяженностью около 30 км, с высот от 2340 м и до 960 м .
- Освещаемые трассы: 3,1 км, вечернее катание с отметки от 1500 м до 960 м.
- Трассы с искусственным оснежением: 4,9 км с 1500 м до 960 м, 70 снежных пушек.
- Канатные дороги: 11 канатных дорог гондольного и кресельного типов с пропускной способностью до 2400 чел./час.
- Дополнительные услуги: 5 аккредитованных инструкторских школ, 4 детских горнолыжных клуба, прокат горнолыжного оборудования, лыжная мастерская, горнолыжные тренажеры, камеры хранения.

### Лето
Курорт предлагает услуги летнего отдыха:
- Комплекс трасс для скоростного спуска на горных велосипедах — «Горки Байк Парк». Для тренировок на горных велосипедах установлены деревянный и земляной памп-треки и деревянный скилл-парк. Скоростной спуск осуществляется с высоты около +1000 м
- Оборудованные пешие туристические маршруты разного уровня сложности, экскурсионный подъём на канатных дорогах до отметки 2300 метров.
- Верёвочный парк на высоте 1500 м (в том числе есть отдельный детский маршрут).
- Услуги квадро-туров, полётов на парапланах и скалодрома.
- Прокат велосипедов, самокатов и сигвеев, предлагаются услуги роллерной школы.

Курорт входит в холдинг, который располагает инфраструктурой в прибрежном олимпийском кластере — Имеретинской низменности. Это даёт возможность организовывать отдых гостей не только в горах, но и на море. В летний сезон несколько раз в день курорт предлагает трансфер на пляж.

## Инфраструктура
«Курорт Красная Поляна» представляет собой посёлок с полноценной инфраструктурой, в котором в течение года отдыхают сотни тысяч туристов из России и из-за рубежа.
Инфраструктура Курорта располагается на четырёх уровнях: на высотах 540 м — «Нижний город», 960 м — «Верхний город», 1500 м и 2200 м — канатные дороги, горнолыжные трассы, экскурсионные объекты показа и маршруты. Самая высокая точка спуска — пик «Чёрная пирамида» хребта Аибга, 2340 м над уровнем моря. «Нижний» и «Верхний» уровни курорта соединены автомобильной и канатной дорогами.
Единовременно пребывать на курорте могут порядка 10 тысяч человек. К услугам гостей рестораны, кафе, бары, ночные клубы, магазины, многоуровневый торгово-развлекательный центр, крытый аквапарк с песчаным пляжем, кинотеатр, боулинг, бильярд, спортивные школы, детские клубы и сады. Также есть SPA-центры, крытые и открытые бассейны, тренажёрные залы, салоны красоты и медицинский центр.
Проживание предоставляется в 11 объектах размещения с общим номерным фондом 3070 номеров. Вместимость отелей и апартаментов при единовременном проживании — 6,5 тысяч человек. Помимо апартаментов и собственной сети «Курорт Красная Поляна» сотрудничает с брендами Rixos и Marriott.

### Нижний Город (540 м над уровнем моря)
На высоте 540 м над уровнем моря расположены пятизвёздочный отель «Сочи Марриотт Красная Поляна», четырёхзвездочная гостиница «Горки Плаза» и «Апартаменты Горки Город 540» с общим номерным фондом 2000 номеров. Здесь же находятся торговая галерея, многофункциональный развлекательный центр (в прошлом олимпийский медиа-центр), спортивные комплексы, ярмарка, магазины, аквапарк и детские площадки, школа сервиса и медицинский центр.
Вдоль курорта тянется горная река Мзымта: на её набережной есть зоны для отдыха и широкие пешеходные зоны для прогулок отдыхающих.
На высоте 540 м начинается главная канатная дорога.
Номерной фонд «Нижнего Города» включает в себя:
- Апартаменты Курорта Красная Поляна категории «1 звезда».
- Отель «Courtyard by Marriott Krasnaya Polyana» категории «4 звезды».
- Отель «Sochi Marriott Krasnaya Polyana» категории «5 звезд» на 428 номеров.

### «Верхний Город» (960 м над уровнем моря)
В «Верхнем Городе» имеются отели с большой территорией, малоэтажные таунхаусы и шале. Это «Риксос Красная Поляна Сочи», "Mövenpick", «Горки Отель», «Горки Отель Сьютc», «Долина 960», «Горки Панорама», «Горки Арт», «Горки Гранд» и «Апартаменты Горки Город 960». Общий номерной фонд — 1070 номеров.
На главной площади находится станция канатной дороги. Посёлок располагает собственными ресторанами, барами и кафе, а также площадками для проведения культурных и спортивных мероприятий.
Номерной фонд «Верхнего Города» включает в себя:
- Апартаменты Курорта Красная Поляна категории «1 звезда».
- Отель «Rixos» уровня «5 звёзд» на 114 номеров
- Отель "Mövenpick" уровня «5 звёзд» на 417 номеров
- Отель «Dolina 960» уровня «4 Lifestyle Design» на 48 номеров
- Отель «Novotel resort Красная Поляна» категории «5 звёзд».
- Отель «Ibis Styles Красная Поляна» категории «4 звезды».
- Отель «Panorama by Mercure Красная Поляна» категории «4 звезды».
- Отель «Novotel Красная Поляна» категории «4 звезды».

### Ресторан «Вершина»
На отметке 2200 м над уровнем моря расположен специальный проект курорта — ресторан «Вершина».

### Остальная инфраструктура
Остальная инфраструктура представлена:
- разнообразными кафе и ресторанами;
- пятиуровневым торгово-развлекательным центром площадью 30 тыс. м2 (включая торговые галереи, аквапарк, пляжный клуб, многозальный кинотеатр, детскую площадку);
- ночными клубами;
- многофункциональным развлекательным центром (в том числе казино);
- бутиками и спа-центрами;
- парковыми зонами и набережными.

## Трассы и горнолыжные подъёмники
Сеть подъёмников комплекса представляет собой 3 ступени канатных дорог гондольного типа от стартовой площадки 540 м до отметок 960 м, 1460 м, 2200 м, а также две линии кресельных канатных дорог в зоне «Цирк-2» и «Цирк-3».
В зимнем сезоне 2015 года для посещения стали доступны освоенные площадки Восточного сектора курорта. Восточный сектор включает в себя новые линии гондольных и кресельных канатных дорог, которые расположены на отметках 900 м, 1000 м, 1370 м и 1500 м. Средняя продолжительность подъёма на каждом из участков канатной дороги составляет 10-15 минут. Максимальная продолжительность пути со стартовой площадки до самой дальней точки (зона «Цирк-3») составляет 1 час 15 минут.
Комплекс располагает около 30 км горнолыжных трасс всех уровней сложности. Для катания доступны 2 «зелёные», 5 «синих», 13 «красных» и 3 «чёрных» трассы. С 2015 года благодаря запуску системы искусственного оснежения открыта зона вечернего катания. Трассы расположены на высоте от 960—1460 м над уровнем моря.